# Ichneumon niphonicus
Ichneumon niphonicus là một loài tò vò trong họ Ichneumonidae.